# Epidendrum flexuoecallosum
Epidendrum flexuoecallosum là một loài thực vật có hoa trong họ Lan. Loài này được Hágsater & E.Santiago mô tả khoa học đầu tiên năm 2007.